# High School Musical: China
High School Musical: China (歌舞青春S, Ge wu qing chunP) è un film del 2010 diretto da Chen Shizheng, con protagonisti Ma Zihan e Zhang Junning. Il film, remake di High School Musical annunciato alla fine di novembre 2009, è uscito nei cinema cinesi il 12 agosto 2010 e in DVD, con il titolo High School Musical China: College Dreams, il 6 settembre 2011.
In Italia è stato trasmesso su Italia 1 il 26 dicembre 2013.

## Trama
La studentessa modello Xiao Ning Ning si trasferisce con i genitori, allevatori e venditori di astici, a Shanghai, dove comincia a frequentare la prestigiosa Oriental International School. Qui attira l'attenzione di Poet, un promettente giocatore di basket dei Wild Tiger, pianista e cantautore, e i suoi amici Kobe e Skinny. Durante una serata al karaoke con i compagni di scuola, Ning Ning e Poet scoprono di avere una particolare affinità musicale e, quando arriva il momento di scegliere un compagno per la gara di canto interscolastica, decidono di parteciparvi insieme. La ricca e viziata Yang Yang, però, vede in loro una minaccia e, con l'aiuto della sua assistente Yuan Yuan, diffonde un pettegolezzo secondo il quale stanno insieme, portando i due a rinunciare alla competizione. L'inclinazione verso la musica è inoltre ostacolata dai genitori di Ning Ning, che vogliono che la figlia si concentri solo sulla scuola per poter studiare all'estero e avere una vita migliore della loro, e dall'allenatrice di basket di Poet, che teme che il canto possa distrarre il ragazzo. Persuasa da Kobe, Ning Ning alla fine si ribella alla volontà dei genitori e sale sul palco, e il suo assolo si trasforma in un duetto quando a lei si unisce Poet. La coppia vince la gara e Yang Yang diventa amica di Ning Ning, mentre i signori Xiao, accorsi al teatro per fermare la figlia, si ricredono dopo essersi resi conto del suo talento.

## Colonna sonora
La colonna sonora del film è stata pubblicata in Cina il 24 agosto 2010. La decima traccia è la versione in cinese mandarino di We're All in This Together.
1. One Day (有一天S), eseguita da Ma Zihan, Zhang Junning, Gu Xuan, Zheng Joe, Qui Lin, Liu Yongchen
2. No Problem (沒問題S), eseguita da Ma Zihan, Zhang Junning, Gu Xuan, Zheng Joe, Qui Lin, Liu Yongchen
3. Shrunk (今非昔比S), eseguita da Zheng Joe, Guo Degang
4. Song of the Future (未來之歌S), eseguita da Ma Zihan, Zhang Junning, Gu Xuan, Zheng Joe, Qui Lin, Liu Yongchen
5. The World is a Big Stage (世界是個大舞台S), eseguita da Ma Zihan, Zhang Junning, Gu Xuan, Zheng Joe, Qui Lin, Liu Yongchen
6. Your Fantasy, My Reality (你的幻想，我的現實S), eseguita da Gu Xuan
7. Rainy Season (梅雨季S), eseguita da Ma Zihan, Zhang Junning
8. Perfection (完美S), eseguita da Gu Xuan
9. I Can Fly (我飛故我在S), eseguita da Ma Zihan, Zhang Junning
10. We're All in This Together (我們歡聚一堂S), eseguita da Ma Zihan, Zhang Junning, Gu Xuan, Zheng Joe, Qui Lin, Liu Yongchen
11. I Can Fly (movie theme song) (我飛故我在（電影主題曲）S), eseguita da Jane Zhang, JJ Lin